# 陽泉市
陽泉市（ようせん-し）は中華人民共和国山西省に位置する地級市。

## 地理
山西省の東部、太行山脈西麓に位置し、河北省、忻州市、太原市、晋中市と接する。

## 歴史
昔の陽泉市街地には泉が5カ所あり、長年にわたって湧いていたので、湧いて泉と呼ばれ、後に陽泉として演じられた。 20世紀50年代に西北ナツメの煙、梁丁などを平定して出土した文物の考証によると、旧石器時代中期には、人類がここで生息していた。 唐虞夏商の時、今陽泉市境は古冀州の地と伝えられている。春秋の時,今盂県の地には仇がある。周貞定王十二年(前457年)、晋卿智伯は仇を討った。16年(前453年)、韓趙魏の3家は晋に分かれ、市境は趙に属した。 早くも春秋末期に、趙簡子は軍事の雄を争う需要に適応するために、今の市街地に「平坦城」を建設し、食糧と草を集め、駐屯兵して守り、重要な軍事要塞となった。 西暦623年、唐高祖李淵はここに州を設置し、寿陽、盂県、石艾、楽平等県を管轄し、古陽泉の歴史上初めて州級建制に昇進した。西暦960年、趙匡胤は「陳橋兵変」を発動し、ここに平定軍を設置し、太原に発兵した。 秦は太原郡に属する。西漢の初め、市境に艾県を置き、県治は今平定県新城村にあり、並州太原郡に属した。東漢、上艾県は冀州常山国に属する。三国時代、南北に魏並州楽平郡、新興郡に分かれた。 西晋は曹魏の旧制を踏襲した。東晋十六国の時、暦は前趙、後趙、冉魏、前燕、前秦、後燕、北魏などの国に属した。北魏時代は南北に並州楽平郡石艾県と肆州新興郡定襄県に属した。後全境は東魏と北斉に属した。隋の時、今の娘子関に葦沢県を置き、井州に属し、後廃した。現在の盂県境に元仇県(後に盂県と改称)を置き、石艾県と同じく遼州に属している。 ￼唐初，市境属受州，后受州废，石艾、盂县先后属并州、太原府；天宝元年(742年)、石艾は広陽に改名し、移動県は広陽村に治まった。五代暦は後唐、後晋、後漢、北漢に属する。北宋太平興国4年(979年)、広陽県を平定県に改め、県治は平定上城に戻り、平定軍に所属した。盂県は合併州に属する。その後、平定県、盂県は同じ河東路に属する。 金昇平定州、盂州は、河東路、河東北路に属する。元は冀寧路に属する。明、盂州は県に降格し、平定州と同じく山西太原府に属し、清雍正二年(1724年)、平定は直隷州、増領盂県、寿陽県、山西省に属する。民国初めは平定県と盂県であり、山西冀寧道に属し、後に山西省を直轄した。 1905年、正太鉄道は陽泉に駅を設置した。交通運輸の発展に伴い、いくつかの採掘、製錬企業が相次いで設立され、陽泉駅を山西近代工業の発祥地の一つにした。その後、陽泉駅を中心に商人が集まり、山西東部地区と晋冀両省を結ぶ商品集散地となった。1947年5月2日、陽泉は解放され、正式に陽泉市に建設された。 1947年5月4日、元平定県の一部で陽泉市が設置され、その後一度陽泉工鉱区と改称された。陽泉市(工鉱区)は前後して華北連合行政委員会、華北人民政府、山西省の管轄に帰属した。 1949年に陽泉工鉱区が設置され、 1951年に陽泉工鉱区は陽泉市を改設し、省直轄した。1958年に陽泉市は晋中専署の指導者に帰属した。1961年に陽泉市は省直轄に変更された。1970年に陽泉市は晋中地区の指導者に帰属した。1972年に陽泉市は省直轄に変更された。 1969年1月、市街地、郊外が正式に設立された。1970年1月に鉱区が設立された。 1983年7月、市管県体制を実施し、県、盂県を平定して陽泉市に編入した。 1989年9月、市管県体制が実施され、平定県、盂県は陽泉市に編入され、陽泉市は山西省直轄の2県(平定、盂県)3区(城、鉱、郊外)を管轄する都市となった。

## 行政区画
3市轄区・2県を管轄する。
- 市轄区:
  - 城区・砿区・郊区
- 県：
  - 平定県・盂県

| 陽泉市の地図                         |
| ------------------------------------ |
| 1 2 郊区 平定県 盂県 1. 城区 2. 砿区 |

### 年表
この節の出典

#### 陽泉市(第1次)
- 1951年12月11日 - 楡次専区陽泉工鉱区が地級市の陽泉市に昇格。(1市)
- 1952年4月9日 - 一区・二区を設置。(2区)
- 1956年11月23日 - 一区が站上区に、二区が蔭営区にそれぞれ改称。(2区)
- 1957年9月18日 - 站上区・蔭営区が合併し、郊区が発足。(1区)
- 1958年6月4日 - 陽泉市が楡次専区に編入。

#### 陽泉市(第2次)
- 1961年11月22日 - 晋中専区陽泉市が地級市の陽泉市に昇格。(1市)
- 1963年2月18日 - 站上区・蔭営区を設置。(2区)
- 1969年1月9日 (2区)
  - 站上区が城区に改称。
  - 蔭営区が郊区に改称。
- 1970年1月11日 - 城区・郊区の各一部が合併し、鉱区が発足。(3区)
- 1970年3月21日 - 陽泉市が晋中地区に編入。

#### 陽泉市(第3次)
- 1972年3月9日 - 晋中地区陽泉市が地級市の陽泉市に昇格。城区・郊区・鉱区が成立。(3区)
- 1983年7月28日 - 晋中地区盂県・平定県を編入。(3区2県)

## 交通

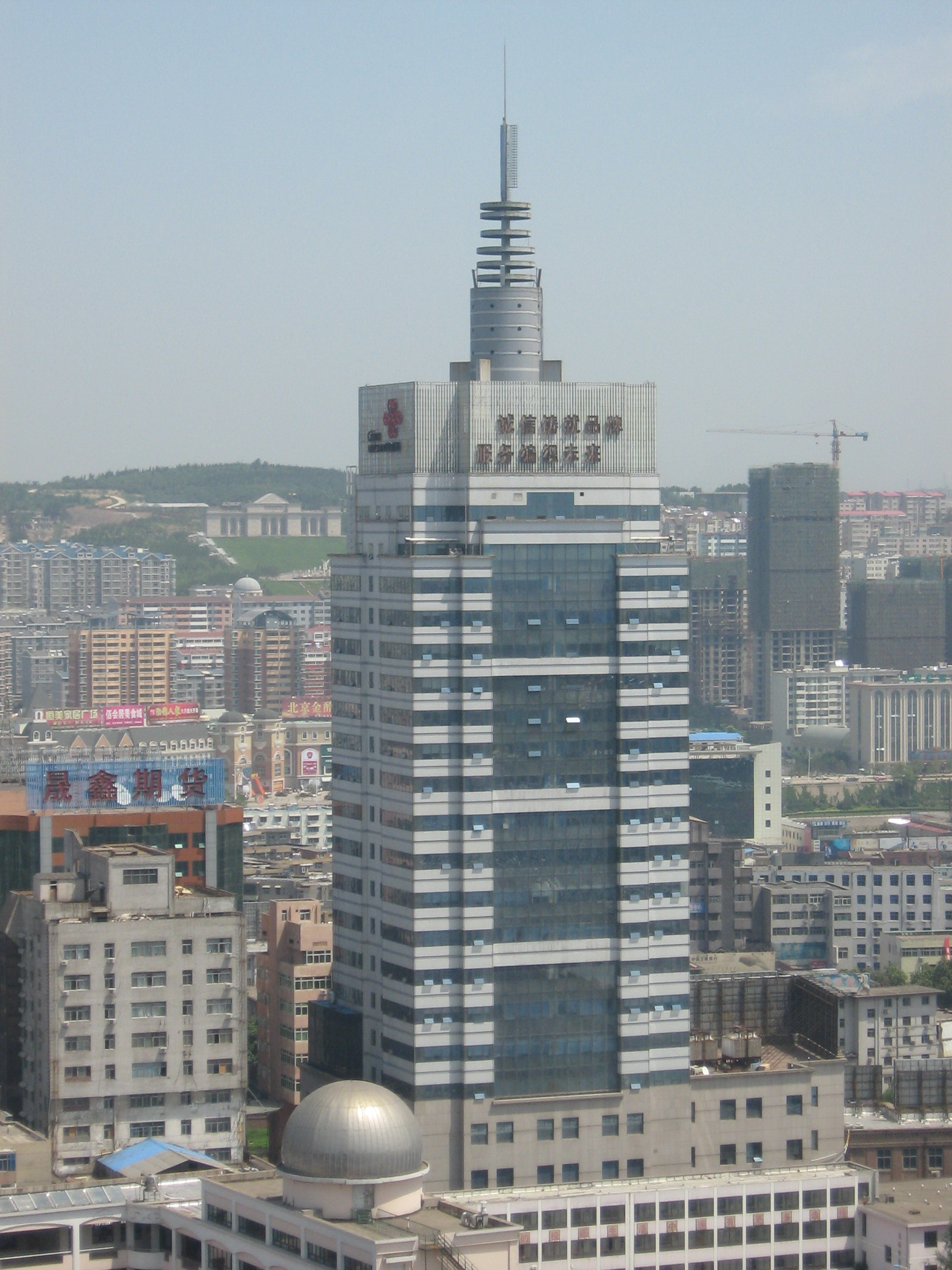
陽泉市の網通ビル

### 鉄道
中国初の電気化鉄道複線である石太鉄道は市街地を横断し、東は京広線に接し、西は蒲線、南は陽渉線に連なり、境内には10の駅が設置され、32本の支線または専用線が分射されている。陽泉駅は太原、晋中、石家荘などの都市に到着する列車を開通した。 ひらなべ 2009年、石太客は開通し、新しく建設された陽泉北駅が正式に使用された。元経陽泉駅のほとんどの列車は北駅に変更された。陽泉も山西省で2番目に高速鉄道を持つ都市になった。陽泉北駅はすでに北京、上海、青島、天津、鄭州、石家荘、南京、済南、杭州、成都、瀋陽、長春、武漢、蘇州、西安などの方向に直行する高速鉄道や急行を開通した。 陽泉北駅は市街地から離れているため、多くの市民が外出が不便だと感じている。陽泉市委員会、市政府は2015年に陽大鉄道案を正式に通過した。陽大鉄道は翌年正式に着工した。陽泉市委員会、市政府は、市街地内に駅(陽泉東駅)を新設し、陽泉北駅の線路方向に直行し、石太客専から引き出すことを決定した。2020年9月24日に開通した。陽大鉄道は全国初の高速列車のオフライン鉄道であり、山西省南北鉄道網の重要な接続線であり、東縦鉄道の重要な構成部分である。現在、陽泉市には陽泉駅、陽泉北駅、陽泉東駅の3つの大い駅がある。残りの管轄区には全部で13の旅客輸送駅がある。山西省初の都市ライトレールは建設している。

### 道路
- G207国道（中国語版）
- G307国道

### 航空
陽泉市は太原と石家荘の間に位置し、市街地は東の石家荘正定国際空港から約140キロ、西の太原武宿国際空港から約100キロ離れており、市内には複数の航空券売り場が設置されており、フライトの照会、予約が迅速で便利である。2016年、太原武宿国際空港陽泉都市ターミナルビルが正式に開業し、チケット購入と空港送迎サービスを提供した。2017年、石家荘正定国際空港陽泉ターミナルが正式に開業し、チケット購入と空港送迎サービスを提供した。

## 友好都市
- チェスターフィールド（イギリス）1987年9月24日
- マウントバーノン（アメリカ合衆国）1995年9月16日

## 人物
- 赤章曼伯
- 許世緒
- 張士貴
- 呂思誠
- 耿九疇
- 耿裕
- 張三謨
- 張穆
- 高長虹
- 李彦宏
- 劉慈欣